# 戸板村
戸板村（といたむら）は、石川県石川郡に存在した村。

## 地理
- 現在の金沢市の北西部に位置する。村内ほぼ全域が平坦な平野で、南には犀川が流れる。
- 東には北陸本線(現:IRいしかわ鉄道線)の金沢駅があり、金沢市中心部から金沢の外港がある金石に向かって直線状にのびる金石往還（現在の石川県道17号金沢港線（金石街道））が村内を貫く。

## 歴史
- 1889年（明治22年）4月1日 - 町村制の施行により、石川郡西念新保村、示野村、長田村、若宮村、二口村、二口六丁村、北村、北広岡村、大豆田村、桜田村、淵上村、示野中村、若宮出村、薬師堂村、二ツ屋村、向増泉村、南広岡村及び向中村の区域をもって、石川郡戸板村が発足する。
- 1898年（明治31年）2月5日 - 長田町 - 金石間に金石馬車鉄道（のちの北陸鉄道金石線）が開業。
- 1943年（昭和18年）10月1日 - 金沢市に編入する。以下の9大字は町名変更、あとの9大字はそのまま金沢市の町名に継承。
  - 西念新保 → 西念町
  - 長田 → 長田本町
  - 二口六丁 → 六丁町
  - 北 → 北町
  - 北広岡 → 広岡町
  - 大豆田 → 大豆田本町
  - 淵上 → 出雲町
  - 若宮出 → 二宮町
  - 向増泉 → 大和町

- 現在、戸板の名は金沢市立戸板小学校、戸板公民館、金沢市消防団戸板分団、金沢中央農業協同組合戸板支所などに留められている。

## 経済

### 産業
農業
- 稲作、なしなど。

工業
- 主な事業所
  - 錦華紡績（のちの大和紡績）

## 地域

### 小学校
- 石川郡戸板国民学校（現在の金沢市立戸板小学校）

## 交通

### 道路
- 金石往還（現在の石川県道17号金沢港線）
- 示野街道（現在の石川県道196号上安原昭和町線）

### 鉄道
- 北陸鉄道金石線 ※1971年（昭和46年）9月1日廃止
長田町駅 - 北町駅

## レジャー
- 競馬場